# 森島亜梨紗
森島 亜梨紗（もりしま ありさ、2月13日 - ）は、日本の女性声優。大阪府出身。エスエスピー所属。

## 略歴
声優を目指したきっかけは、高校3年生の進路を決める時であり、将来どういう職業に就こうか真剣に考えていた時に、OLの仕事をしている姿が想像できなかったという。「だったら思い切って、自分が好きなことを職業にしたいな」と思い、小さい頃からアニメ、漫画が好きだったため、「声優になれたら楽しいだろうな」と親に伝えていたという。その時、「すごくたいへんだけれど、あなたがやりたいならやりなさい」と応援してもらえたため、専門学校を調べたり、体験入学などをして、声優を本気で目指すようになったという。
所属事務所は、2019年4月30日までEARLY WINGへの所属を経て、2019年11月以降はエスエスピーに所属。
過去に声優ユニット「Twinkle☆Girls Ailes」に所属し、ツッコミ担当の姉御肌キャラクターだった。イメージカラーは紫。
2022年4月1日に、「森嶋アリサ」に改名。

## 人物
方言は大阪弁。
趣味は漫画、アニメを観る事、歩く事、スマートフォンゲーム。

## 出演

### テレビアニメ
- ALL OUT!!（2016年、ルルン[1]）
- つうかあ（2017年、栗林たまえ[5]）
- ソラとウミのアイダ（2018年、天日鷲命、木花咲耶姫[1]）
- レゴ フレンズ（2018年 - 、エマ）[1]
- じいさんばあさん若返る（2024年 、お客の婆さんB[6]）

### ゲーム
- アイログ（住中佳織）
- ウチの姫さまがいちばんカワイイ（アレス）[1]
- ガールフレンド（仮）（竜ヶ崎珠里椏[7]）
- 幻獣姫（ハティ）
- 三國志曹操伝 ONLINE（王悦）
- シノビマスター 閃乱カグラ NEW LINK（美苺〈めいめい〉）[8]
- 閃乱カグラ SHINOVI VERSUS -少女達の証明-
- CHOJO-CryptoGirlsArena-（白井 美柊）[1]
- ディスガイア D2（アーチャー）
- BREAK雀BURST
- 輝星のリベリオン（ジャック・オ・ランタン）
- Alice in Dreamworld（愛梨）
- 魔女と百騎兵
- マチガイブレイカー Re:Quest（ヘスティア）[1]
- モンスター娘のいる日常オンライン（エム、ラン、モイラ）
- モン娘☆は〜れむ（プリシア[9]）
- ぷよぷよ!!クエスト（2017年 - 2019年、ニナ、イノハ[10]、キャリー[11]）
- ファイトリーグ（ベルガールNo.13）[12]

### ドラマCD
- Twinkle☆Girls出演ドラマCD「お城様日乗」[13]
- 七草がゆく！（小箱夏無）

### ラジオ
※はインターネット配信。
- Twinkle☆Girls ばにらたると（2016年、ニコニコ動画※・YouTube※・ポッドキャスト※）[14]

### デジタルコミック
- BeeTV モテキ（2011年7月 - ）
- BeeTV 新宿スワン（2012年4月1日 - ）

### 舞台
- あいまいみー THE みゅ〜じかる（2017年）

### 特撮
- 仮面ライダーゼロワン（2019年、声優[注 1][15]）
- 仮面ライダーセイバー（2020年、ピラニアメギド♀の声[15]）

### 映画
- 漫画誕生（2019年、おさむ少年、劇中アニメ）

## ディスコグラフィ

### キャラクターソング
| 発売日        | 商品名                      | 歌                                                                   | 楽曲                 | 備考                           |
| ------------- | --------------------------- | -------------------------------------------------------------------- | -------------------- | ------------------------------ |
| 2018年2月23日 | つうかあ BD・DVD第2巻特典CD | Void_Chords feat. 川真田かなえ（清水彩香）、栗林たまえ（森島亜梨紗） | 「Feel your breath」 | テレビアニメ『つうかあ』関連曲 |

### その他参加作品
| 発売日        | 商品名                                       | 歌                         | 楽曲 | 備考 |
| ------------- | -------------------------------------------- | -------------------------- | --- | ---- |
| 2013年4月17日 | いつも口ずさんでた歌を合唱でカヴァーしてみた | フェイバリットソング合唱団 | 「フェイバリットソング合唱団のテーマ」 「CMソングメドレー」 「あなたに」 「キセキ」 「情熱の薔薇」 「空も飛べるはず」 「未来予想図II」 「M」 「フェイバリットソング合唱団エンディング」 |      |